# Kantunilkín
Kantunilkín is een stad in de Mexicaanse deelstaat Quintana Roo. Kantunilkínheeft 6.383 inwoners (census 2005) en is de hoofdplaats van de gemeente Lázaro Cárdenas.
Kantulkín werd in 1850 gesticht nabij een cenote als Nueva Santa Cruz - Kantunil door cruzob tijdens de Kastenoorlog. In 1859 accepteerden de inwoners een amnestie en werd de plaats erkend door de Mexicaanse overheid.